# Valentigney
Valentigney település Franciaországban, Doubs megyében. Lakosainak száma 10 624 fő (2022. január 1.). Valentigney Seloncourt, Audincourt, Bondeval, Mandeure, Mathay és Voujeaucourt községekkel határos.

## Népesség
A település népessége az elmúlt években az alábbi módon változott:
| Lakosok száma | 12 895 | 14 362 | 13 133 | 11 531 | 10 264 | 10 196 | 10 714 | 11 272 | 10 897 | 10 624 |
|               | 1968   | 1982   | 1990   | 2006   | 2013   | 2015   | 2017   | 2019   | 2020   | 2022   |